# Nurbergen Nurlykhassym
Nurbergen Nurlykhassym (en kazakh : Нұрберген Нұрлыхасым), né le 25 mars 2000 à Astana, est un coureur cycliste kazakh.

## Biographie
En 2017, Nurbergen Nurlychassym est deuxième du championnat du Kazakhstan sur route juniors (17/18 ans). La même année, il participe aux courses de la Coupe des Nations juniors et aux championnats internationaux sous le maillot de l'équipe nationale kazakhe. Il se classe notamment neuvième du  Tour de DMZ et 39e du championnat du monde sur route juniors à Bergen, en Norvège. En 2018, pour sa deuxième année chez les juniors, il n'obtient pas de résultats notables, même s'il se classe troisième du championnat du Kazakhstan sur route juniors.
En 2019, il passe dans la catégorie des moins de 23 ans et devient membre de l'équipe continentale Astana City. Il obtient comme meilleur résultat une quatrième place sur une étape du Baltyk-Karkonosze Tour. Après l'arrêt de l'équipe à la fin de la saison, il se retrouve sans équipe lors de la saison 2020 et ne  participe qu'à quelques courses en Turquie au mois de février avec l'équipe nationale.
En 2021, il retrouve un contrat au sein de l'équipe continentale Vino-Astana Motors. En juin, il devient champion du Kazakhstan sur route espoirs. Plus tard dans la saison, il participe au Tour de l'Avenir et aux mondiaux espoirs. En 2022, il signe un contrat avec l'UCI WorldTeam Astana Qazaqstan.

## Palmarès
- 2017
  - 2e du championnat du Kazakhstan sur route juniors
- 2018
  - 3e du championnat du Kazakhstan sur route juniors
- 2021
  -  Champion du Kazakhstan sur route espoirs

## Classements mondiaux
| Année                                 | 2021 | 2022 |
| ------------------------------------- | ---- | ---- |
| Classement mondial                    | 882e | 898e |
| UCI Asia Tour                         | 27e  | 52e  |
|                                       |      |      |
| Légende : nc = non classéSource : UCI |      |      |